# Jodie Burrage
Jodie Anna Burrage (n. 28 mai 1999, Greater London, Anglia, Regatul Unit) este o jucătoare britanică de tenis. Cea mai bună clasare a sa la simplu este locul 85 mondial, în septembrie 2023, iar la dublu locul 149 mondial, în noiembrie 2023. Burrage a câștigat un titlu la dublu pe circuitul WTA, la Transylvania Open 2023, alături de Jil Teichmann.